# 韓国民族文化大百科事典
韓国民族文化大百科事典（かんこくみんぞくぶんかだいひゃっかじてん、朝鮮語: 한국민족문화대백과사전、英語: Encyclopedia of Korean Culture）は、大韓民国を代表する朝鮮語の百科事典である。
韓国精神文化研究院（現・教育部傘下の韓国学中央研究院）の編纂により、1991年に全27巻で刊行された。（うち付録2巻）1992年に1巻（補遺編）が追加された。見出し語約65,000件を収録、参考文献も付されている。
現在、デジタル版が公開・運営されている。
韓国学中央研究院によって、持続的に内容を補完し、2017年には見出し語86,000件、マルチメディア資料53,000点を収録した世界的水準の韓国学百科事典を発刊する事業が進められている。